# Mary (voi)
Mary (k. 1894–13 tháng 9 năm 1916) là một con voi cái châu Á nặng 5 tấn, còn được gọi với cái tên "Mary Sát nhân" ("Murderous Mary"), biểu diễn trong gánh xiếc Sparks World Famous Shows. Sau khi giết một người huấn luyện ở Kingsport, Tennessee, nó bị treo cổ ở khu vực gần Erwin, Tennessee, vào năm 1916. Cái chết của voi Mary đôi khi được hiểu như một câu chuyện cảnh báo về việc ngược đãi động vật trong rạp xiếc vào đầu thế kỷ 20.

## Cái chết của Red Eldridge
Ngày 11 tháng 9 năm 1916, một người đàn ông vô gia cư tên là Red Eldridge, làm công việc bán hàng tạm thời trong khách sạn được thuê làm trợ lý huấn luyện viên cho voi trong gánh xiếc Sparks World Famous Shows. Ông đã bị voi Mary giết ở khu vục quận Sullivan, Tennessee, vào buổi tối ngày 12 tháng 9. Eldridge đã dẫn đầu phần diễu hành của voi, cưỡi trên đỉnh lưng của Mary, mặc dù ông này không đủ tiêu chuẩn; Mary là ngôi sao của chương trình này, được cưỡi ở phía trước. Đã có một số tường thuật khác nhau về cái chết của ông ta. Một câu chuyện trong số đó được kể lại bởi W.H. Coleman, người tuyên bố là một nhân chứng, là Red đã đâm vào sau tai của con voi với một cái móc sau khi nó cúi xuống gặm một cái vỏ dưa hấu. Con voi nổi cơn thịnh nộ, giật lấy Eldridge bằng vòi của mình, ném ông này vào một quầy đồ uống và giẫm nát đầu ông ta.
Một tường thuật từ báo chí đương thời, từ tờ Johnson City Staff, nói rằng Mary "đã quấn vòi của nó như một cái kẹp quanh người ông ta [Eldridge], nhấc bổng ông ta trên không đến 10 feet, sau đó đập ông ta xuống đất đầy giận dữ... và với toàn bộ cơn thịnh nộ đầy thú tính, nó được kể lại [nguyên văn] đã dùng cặp ngà của mình đâm thẳng vào thân thể của ông ta. Con vật sau đó giẫm đạp lên thân thể đang hấp hối của Eldridge như thể đang tìm kiếm một chiến thắng tàn sát, sau đó với một cú... vẩy đôi chân thô kệch đột ngột, cơ thể của ông ta bị ném vào đám đông." Rõ ràng bức ảnh treo cổ của con vật cho thấy rằng Mary hoặc không có ngà hoặc có một cặp 'răng nanh' ngắn, thường thấy ở những con voi cái châu Á.

## Bị hành hình
Các chi tiết của câu chuyện sau đó bị xáo trộn trong một mê cung những câu chuyện giật gân trên báo chí và trong văn hóa dân gian. Hầu hết các tường thuật chỉ ra rằng con voi đã bình tĩnh lại sau đó và không hề tấn công khán giả xem xiếc, những người bắt đầu hô to "Giết con voi đi! Hãy giết nó đi." Trong vòng vài phút, người thợ rèn địa phương Hench Cox đã cố gắng giết Mary bằng cách bắn năm viên đạn nhưng không hiệu quả. Trong khi đó, các nhà lãnh đạo của một số thị trấn lân cận đe dọa không cho phép đoàn xiếc đến biểu diễn nếu Mary được đưa vào. Chủ sở hữu rạp xiếc, Charlie Sparks, phải miễn cưỡng quyết định rằng cách duy nhất để nhanh chóng giải quyết tình huống có khả năng gây thiệt hại đến rạp xiếc là hành hình công khai con voi bị thương. Vào ngày hôm sau, một ngày 13 tháng 9 năm 1916 có mưa và sương mù, Mary được vận chuyển bằng đường sắt đến quận Unicoi, Tennessee, nơi có một đám đông hơn 2.500 người (bao gồm hầu hết trẻ em trong thành phố) tập trung tại sân của công ty đường sắt Clinchfield.
Con voi bị treo cổ bởi một cần cẩu công nghiệp gắn trên xe lửa vào khoảng từ bốn giờ tới năm giờ tối hôm đó. Nỗ lực treo cổ đầu tiên dẫn đến việc một cần cẩu bị gãy, khiến Mary rơi xuống và vỡ xương hông khi mà hàng chục đứa trẻ chạy trốn trong kinh hoàng. Con voi bị thương nặng đã chết trong lần thử thứ hai và được chôn bên cạnh đường ray. Một bác sĩ thú y đã kiểm tra Mary sau khi bị treo cổ và xác định rằng con vật có một chiếc răng bị nhiễm trùng nặng ở vị trí chính xác nơi Red Eldridge đã thúc cái móc vào nó. Mặc dù tính xác thực của một bức ảnh được phân phối rộng rãi (và được chỉnh sửa rất nhiều) về cái chết của con vật đã gây tranh cãi trong nhiều năm sau bởi tạp chí Argosy, các bức ảnh khác chụp trong vụ việc này đã xác nhận nguồn gốc của nó.

## Đề cập trong văn hoá đại chúng
- Phiên bản bi kịch của câu chuyện Big Mary viết bởi Mark Medoff lần đầu được xuất bản bởi Trường trung học Great Valley ở Pennsylvania vào năm 1989 và được xuất bản bởi Dramatists Play Service vào năm 1990.[10]
- Vở kịch Elephant's Graveyard của George Brant kể câu chuyện về việc Mary bị hành hình qua lời kể của các thành viên đoàn xiếc và cư dân ở Erwin, lần đầu tiên được xuất bản bởi Đại học Texas tại Austin vào năm 2007 và được Samuel French, Inc. xuất bản năm 2010.[11]
- Nhà văn Caleb Lewis đã viết một vở kịch về Mary và các sự kiện dẫn đến việc hành hình của con vật có tên là Clinchfield. Vở kịch được công diễn tại Đại học Flinders vào ngày 22 tháng 7 năm 2009.[12]
- Ca sĩ-người viết bài hát Chuck Brodsky đã viết một bài hát có tựa đề "Mary the Elephant".[13]
- Nhà văn Sharyn McCrumb đề cập đến việc treo cổ Mary trong một số tiểu thuyết trong bộ Ballad của cô.
  - Trong "She Walks These Hills", một DJ phát thanh sử dụng ví dụ về việc 'treo cổ con voi' (hanging the elephant) như một lời cảnh báo, cầu xin mọi người không sử dụng công lý tự phong [14] chống lại một tù nhân vượt ngục.
  - Trong chương đầu tiên của "The Devil Amongst the Lawyers", một phóng viên lớn tuổi khoe khoang với một phóng viên ít kinh nghiệm về sức mạnh của báo chí, nhấn mạnh rằng chủ rạp xiếc buộc phải treo cổ con voi như là kết quả của các bài báo kích động của ông.[15]
- Dana Adam Shapiro đã kể câu chuyện về Mary trong cuốn sách "You Can Be Right (or You Can Be Married): Looking for Love in the Age of Divorce" của ông.[16]
- Trong tập truyện ngắn McSweeney's Mammoth Treasury of Thrilling Tales, câu chuyện "The Tears of Squonk, and What Happened Thereafter" của Glen David Gold kể một phiên bản giả tưởng câu chuyện của Mary.
- Jodi Picoult đề cập đến Mary trong cuốn tiểu thuyết "Leaving Time" của cô, được xuất bản vào ngày 14 tháng 10 năm 2014.[17]